# Ehrenfried von Holleben

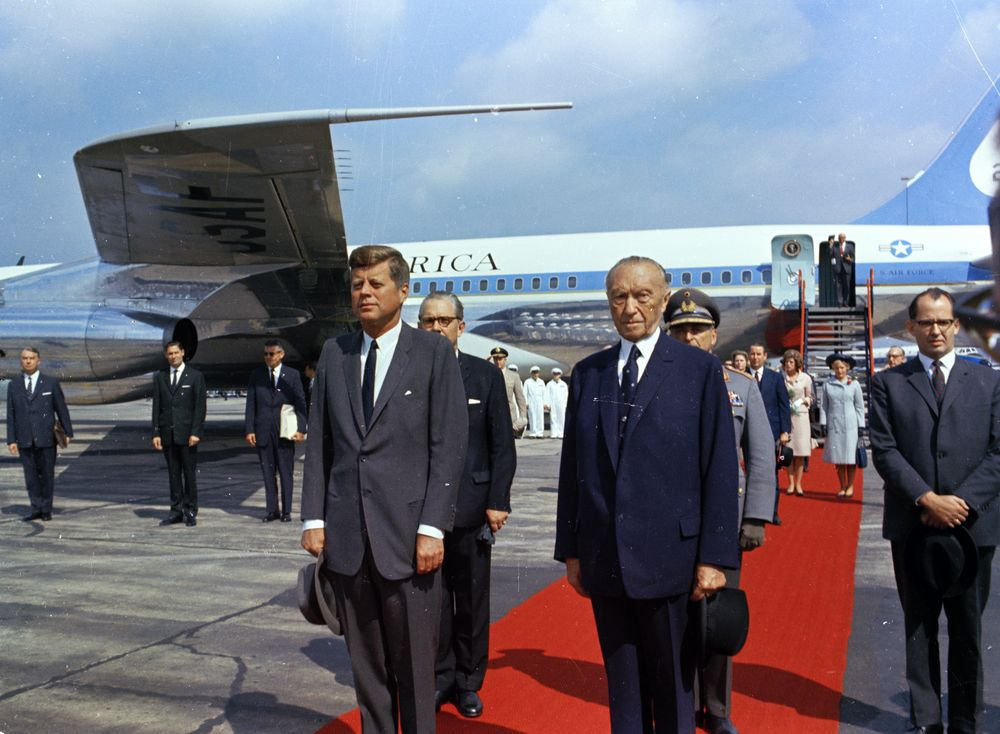
Von Holleben neben Kennedy und Adenauer in der Wahner Heide, 1963

Ehrenfried Anton Theodor Ludwig von Holleben (* 11. Mai 1909 in Potsdam; † 28. Oktober 1988 in Bayreuth) war deutscher Botschafter in Brasilien und Portugal und Protokollchef im Auswärtigen Amt.

## Leben

### Schule und Beruf
Ehrenfried von Holleben wurde als Sohn des Hauptmanns Wolf Arndt Albert von Holleben (1865–1932) und dessen Frau Albertine Ferdinande Klementine Mathilde Elisabeth, geb. von Seydewitz (1877–1942), in Potsdam geboren uns wuchs in Erfurt und Potsdam auf, wo er 1929 am Realgymnasium die Reifeprüfung bestand. Danach studierte er an den Universitäten München, Leipzig und Berlin Jura und legte 1933 die erste juristische Staatsprüfung und 1936 die zweite juristische Staatsprüfung ab. Als Student wurde er Mitglied der Münchener Gesellschaft (gegr. 1905), einer nicht-farbentragenden Studentenverbindung.
1937 war Holleben in Berlin als Assessor Wirtschaftsjurist bei der Allianz-Versicherung und tätig und 1938 als Anwalt. Von 1939 bis zu seiner Verwundung 1940/41 nahm er am Zweiten Weltkrieg teil. Im Rang eines Unteroffiziers aus der Wehrmacht entlassen, arbeitete er als Rechtsanwalt in Potsdam und Berlin. Zum Kriegsende war Holleben Staatsanwalt in Potsdam, danach bis 1949 Wirtschaftsjurist in Hannover, später Rechtsanwalt in Kulmbach und Bayreuth. Im Jahr 1952 trat Holleben in den auswärtigen Dienst der Bundesrepublik Deutschland ein, der ihn von 1953 bis 1956 als Generalkonsul im schottischen Glasgow beschäftigte. Es folgte die Versetzung in die Protokollarabteilung nach Bonn, wo er später zum Protokollchef aufstieg und in dieser Stellung Bundespräsident Heinrich Lübke auf seinen Auslandsreisen begleitete. Danach bekleidete er von 1966 bis 1970 das Amt des Botschafters der Bundesrepublik Deutschland in Brasilien, anschließend von 1971 bis 1974 in Lissabon das des Botschafters in Portugal. Holleben war Präsident des Deutschen Adelsrechtsausschusses und Mitglied im Johanniterorden.

### Entführung 1970 in Brasilien
Am 11. Juni 1970 entführten Angehörige der linksgerichteten Stadtguerilla Vanguarda Popular Revolucionária unter Führung von Carlos Lamarca Holleben vor der Botschafterresidenz in Rio de Janeiro. Dabei erschossen sie mit Maschinenpistolen zwei Polizisten der Leibwache des Botschafters, die sich in einem Begleitfahrzeug befanden. Die Entführung begründeten sie mit der Beteiligung deutscher Unternehmen an der „Ausbeutung Brasiliens“. Sie hielten Holleben an einem unbekannten Ort fest, bis sie ihn am 16. Juni 1970 freiließen. Im Gegenzug hatten zuvor der Rundfunk einen ihrer Aufrufe verbreitet und die brasilianische Militärregierung 41 inhaftierte Oppositionelle auf dem Luftweg nach Algier in die Freiheit entlassen.

### Familie
Von Holleben war mit Isa von Scheliha (* 12. November 1917 in Breslau; † 24. Februar 2017 in Thurnau), verwitwete Freifrau Hiller von Gaertringen verheiratet. Das Paar hatte einen Sohn.

## Auszeichnungen
- 1964: Großes Goldenes Ehrenzeichen mit dem Stern für Verdienste um die Republik Österreich[2]
- 1969: Großes Bundesverdienstkreuz
- 1975: Großkreuz des Ordens des Infanten Dom Henrique